# Фабрикант-Страховенко, Моисей Львович
Моисей Львович Фабрикант-Страховенко (1895, с. Межиреч, Острожский уезд, Волынская губерния — 1987, Москва) — советский партийный и государственный деятель, с октября 1922 по апрель 1923 года врид Наркома труда КАССР.

## Биография
Родился в 1895 году в селе Межиреч в мещанской семье. Еврей.
Член Российской социал-демократической партии (меньшевиков), состоял в Бунде в 1912 гг. Член ВКП(б) с 1920 года.

### Образование
В 1910 году окончил начальное училище (г. Острог).
В 1917 году прослушал курс (вольнослушателем) юридического факультета (г. Томск),
В 1943—1944 годах учился в заочной средней школе при госпитале (г. Москва).

### Трудовая деятельность
В 1913—1916 годы рабочий фабрики, разносчик газет (г. Варшава), репортер газет «Голос Приуралья» (г. Челябинск), «Степь» (г. Троицк).
В 1916—1917 годы сотрудник редакции газеты «Голос Сибири», член исполкома совета депутатов (г. Новониколаевск).
В 1917—1920 годы член губернского комитета меньшевиков, секретарь редакции журнала «Вестник больничных касс Сибири», председатель губернского совета профсоюзов, председатель комитета по трудовой повинности при губревкоме, член исполкома профсоюзов Сибири (гг. Новониколаевск, Бердск, Томск).
В 1920—1921 годы председатель комитета по трудовой повинности при губревкоме (г. Семипалатинск), в апреле 1921 года отозван в г. Оренбург.
С июня 1921 года член коллегии Наркомата труда КАССР.
С августа 1921 года исполняющий обязанности заместителя Наркома труда КАССР, с конца 1921 года работал в Наркомате социального обеспечения КАССР.
С октября 1922 по апрель 1923 года заместитель наркома, одновременно исполняющий обязанности Наркома труда КАССР.
С апреля 1923 года заместитель редактора газет «Степная правда» и «Советская степь» (г. Оренбург).
В феврале 1924 года выбыл в распоряжение ЦК ВКП(б).
В 1924—1926 годы ответственный секретарь совета социального страхования, заведующий управлением Наркомата труда СССР, редактор газеты «Известия Наркомата труда СССР» (г. Москва).
В 1926—1930 годы член секретариата Международного комитета пропаганды и действия сельскохозяйственных и лесных рабочих, редактор журнала «Работник земли и леса», заведующий агитчастью отдела агитации и пропаганды Профинтерна (г. Москва).
В 1930—1931 годы член секретариата и председатель Владивостокского бюро Тихоокеанского секретариата профсоюзов.
В 1931 году избран членом президиума ЦК профсоюза [работников транспорта] (г. Москва).
В 1930—1934 годы начальник политического отдела машинно-тракторной станции, первый секретарь райкома ВКП(б) (с. Унтервальден Республики немцев Поволжья).
В 1936—1938 годы заместитель заведующего отделом агитации и пропаганды, заведующий информационным отделом Профинтерна, редактор журнала «Красный Интернационал Профсоюзов», начальник плановоэкономического отдела Главного управления кинематографии (г. Москва).
В 1938 году освобожден от должности и исключен из партии.
В 1938—1941 годы заместитель директора мастерской реставрации кинофильмов, инспектор и заведующий отделом Московской областной конторы Главкинопроката (г. Москва).
В 1941—1942 годы комиссар 1-го отряда рабочего батальона Коминтерновского района г. Москвы, был ранен и лечился в госпиталях (гг. Москва, Муром, Новосибирск).
В 1942—1944 годы начальник межрайонного отдела кинофикации (г. Нижний Ломов Пензенской области), политработник РККА, лечился в госпитале, затем заместитель начальника госпиталя по политической работе среди раненых (г. Москва).
В 1945—1958 годы корреспондент ТАСС по Московскому угольному бассейну, сотрудник газеты «Сталиногорская правда» (гг. Москва, Сталиногорск).
С апреля 1958 года на пенсии, с декабря 1965 года персональный пенсионер союзного значения. Скончался в 1987 году, похоронен на Востряковском кладбище.
Награждён орденом Отечественной войны I степени, орденом Трудового Красного Знамени (1967), медалью «За отвагу» (1941) и другими медалями.